# 近畿地方整備局
近畿地方整備局（きんきちほうせいびきょく）は、国土交通省の地方支分部局である地方整備局の一つ。近畿地方全域（滋賀県、京都府、大阪府、兵庫県、奈良県、和歌山県）、北陸地方のうち福井県を管轄地域とする。

## 所在地および管轄区域
- 本局所在地：〒540-8900 大阪府大阪市中央区大手前三丁目 大手前合同庁舎
（港湾空港部：〒650-0000 兵庫県神戸市中央区海岸通 神戸地方合同庁舎）
- 管轄区域：滋賀県・京都府・大阪府・兵庫県・奈良県・和歌山県・福井県[1]。
  - 管轄区域には次の特例がある。
    - 河川関係事務については、水系単位で管轄区分がなされるため、上記各府県内の河川のうち木曽川水系に属する河川の流域のうち滋賀県内の区域、雲出川水系に属する河川の流域のうち奈良県内の区域については中部地方整備局の、大聖寺川水系に属する河川の流域のうち福井県内の区域は北陸地方整備局の管轄区域となる。また、淀川水系及び新宮川水系に属する河川の流域のうち三重県内の区域、九頭竜川水系に属する河川の流域のうち岐阜県内の区域[注 1]は近畿地方整備局の管轄区域となる[3]。
    - 道路関係事務のうち、維持管理に関して福井県内の中部縦貫自動車道油坂峠出入口以東、奈良県内の名阪国道針IC以東は中部地方整備局の管轄区域、兵庫県内の鳥取自動車道は中国地方整備局の管轄区域、新規整備・改良改築事業に関して福井県内の国道8号牛ノ谷道路は、北陸地方整備局の管轄区域となる[3]。また、岐阜県内の国道417号冠山峠道路（知事権限代行事業）は、福井河川国道事務所が担当している[3][4][5]。
    - 港湾空港関係事務について、福井県は北陸地方整備局の管轄区域となる[6]。

## 沿革
- 1874年（明治7年）3月 - 淀川改良工事に着手するため、「内務省大阪出張土木寮」を設置。翌年には「内務省土木寮大阪分局」に、さらに翌々年の1877年（明治10年）には「内務省淀川出張土木局」に改組[7]。
- 1886年（明治19年）7月 - 第四区土木監督署に改組、中部地方西部及び近畿一円の直轄工事の施工と管轄府県の土木事業の監督を行う。
- 1894年（明治27年）7月 - 第五区土木監督署に改称、管轄区域を近畿地方及び徳島県・高知県に変更。
- 1905年（明治38年）4月 - 土木監督署を廃止し、土木監督業務は本省直轄事務に移行。出先機関は直轄土木工事を担当する土木出張所となり、全国が4区域に再編され、内務省大阪土木出張所が置かれる。
- 1919年（大正8年）4月 - 内務省神戸土木出張所が置かれ、大阪土木出張所の管轄範囲を変更。
- 1943年（昭和18年）11月 - 組織再編により神戸土木出張所について港湾事業の運輸通信省移管に伴い運輸逓信省第三港湾建設部となり、兵庫県と鳥取・島根・岡山・広島の各県を管轄範囲とする。港湾事業以外は大阪土木出張所に統合の上で、内務省近畿土木出張所に改組。
- 1948年（昭和23年）1月 - 内務省解体により総理府建設院の出先機関である建設院近畿地方建設局に移管。同年7月には建設省に再移管。
- 1958年（昭和33年）12月 - 建設省近畿地方建設局が大阪市西区土佐堀通二丁目から、同市東区（現中央区）大手前一丁目（大阪地方合同庁舎1号館）へ移転。
- 2001年（平成13年）1月6日 - 省庁再編により国土交通省発足。建設省近畿地方建設局と、運輸省第三港湾建設局の一部を統合し国土交通省近畿地方整備局を設置。
- 2010年（平成22年）3月28日 - 鳥取自動車道佐用JCT - 大原IC間開通により、兵庫県内の区間（佐用本線料金所以北）の維持管理を近畿地方整備局から中国地方整備局へ移管[8]。
- 2016年（平成28年）4月1日 - 奈良県内の名阪国道針IC以東が近畿地方整備局から中部地方整備局へ移管。
- 2022年（令和4年）11月21日 - 近畿地方整備局（港湾空港部を除く）が大阪市中央区大手前一丁目から同区大手前三丁目（大手前合同庁舎）へ移転[9]。

## 出先機関
| 名称                         | 区分                          | 管轄区域・施設 | 所在地                                  |
| ---------------------------- | ----------------------------- | --- | --------------------------------------- |
| 福井河川国道事務所           | 河川                          | 九頭竜川 北川 | 福井県福井市                            |
| 福井河川国道事務所           | 砂防                          | 真名川流域 | 福井県福井市                            |
| 福井河川国道事務所           | 海岸調査                      | 福井県加越沿岸及び若狭湾沿岸 | 福井県福井市                            |
| 福井河川国道事務所           | 道路                          | 国道8号 国道27号 国道158号(中部縦貫自動車道のみ) 国道161号 国道365号（栃ノ木峠道路トンネル以南区間の改築のみ） 国道417号(冠山峠道路の築造のみ)                                       | 福井県福井市                            |
| 足羽川ダム工事事務所         | ダム建設                      | 足羽川ダム（部子川） | 福井県福井市                            |
| 琵琶湖河川事務所             | 河川                          | 淀川上流 | 滋賀県大津市                            |
| 琵琶湖河川事務所             | ダム再開発                    | 天ヶ瀬ダム | 滋賀県大津市                            |
| 大戸川ダム工事事務所         | ダム建設                      | 大戸川ダム（大戸川） | 滋賀県大津市                            |
| 滋賀国道事務所               | 道路                          | 国道1号 国道8号 国道21号 国道161号(琵琶湖西縦貫道路含む) 国道307号 | 滋賀県大津市                            |
| 福知山河川国道事務所         | 河川                          | 由良川 | 京都府福知山市                          |
| 福知山河川国道事務所         | 道路                          | 国道9号 国道27号 国道312号 | 京都府福知山市                          |
| 京都国道事務所               | 道路                          | 国道1号 国道9号 国道24号 国道163号 国道171号 国道478号 | 京都府京都市下京区                      |
| 淀川河川事務所               | 河川                          | 淀川下流 木津川下流 | 大阪府枚方市                            |
| 淀川河川事務所               | 海岸調査                      | 大阪府大阪湾沿岸 | 大阪府枚方市                            |
| 猪名川河川事務所             | 河川                          | 猪名川 | 大阪府池田市                            |
| 大和川河川事務所             | 河川                          | 大和川 | 大阪府柏原市                            |
| 大和川河川事務所             | 地すべり防止                  | 大和川流域（亀の瀬） | 大阪府柏原市                            |
| 大阪国道事務所               | 道路                          | 国道1号 国道2号 国道25号 国道26号 国道43号 国道163号 国道165号 国道171号 国道481号                                                                                                   | 大阪府大阪市城東区                      |
| 浪速国道事務所               | 道路                          | 国道1号 国道2号 国道26号 国道163号 | 大阪府枚方市                            |
| 姫路河川国道事務所           | 河川                          | 加古川 揖保川 | 兵庫県姫路市                            |
| 姫路河川国道事務所           | 海岸調査                      | 兵庫県大阪湾沿岸、播磨沿岸及び淡路沿岸 | 兵庫県姫路市                            |
| 姫路河川国道事務所           | 道路                          | 国道2号 国道29号 | 兵庫県姫路市                            |
| 豊岡河川国道事務所           | 河川                          | 円山川 | 兵庫県豊岡市                            |
| 豊岡河川国道事務所           | 海岸調査                      | 兵庫県但馬沿岸 | 兵庫県豊岡市                            |
| 豊岡河川国道事務所           | 道路                          | 国道9号 国道483号 | 兵庫県豊岡市                            |
| 六甲砂防事務所               | 砂防                          | 六甲山系 | 兵庫県神戸市東灘区                      |
| 兵庫国道事務所               | 道路                          | 国道2号 国道28号 国道43号 国道171号 国道175号 国道176号 | 兵庫県神戸市中央区                      |
| 紀伊山系砂防事務所           | 砂防                          | 紀伊山系 木津川流域 | 奈良県五條市                            |
| 奈良国道事務所               | 道路                          | 国道24号 国道25号(名阪国道) 国道163号 国道165号 国道168号(直轄権限代行区間) 国道169号(直轄権限代行区間)                                                                              | 奈良県奈良市                            |
| 和歌山河川国道事務所         | 河川                          | 紀の川 | 和歌山県和歌山市                        |
| 和歌山河川国道事務所         | 海岸調査                      | 和歌山県熊野灘沿岸及び紀州灘沿岸 | 和歌山県和歌山市                        |
| 和歌山河川国道事務所         | 道路                          | 国道24号 国道26号 国道42号 | 和歌山県和歌山市                        |
| 紀南河川国道事務所           | 河川                          | 熊野川 | 和歌山県田辺市                          |
| 紀南河川国道事務所           | 道路                          | 国道42号 国道169号 近畿自動車道松原那智勝浦線 | 和歌山県田辺市                          |
| 木津川上流河川事務所         | 河川                          | 木津川上流 上野遊水地 | 三重県名張市                            |
| 九頭竜川ダム統合管理事務所   | ダム群連携 ダム管理           | 九頭竜川上流ダム群 九頭竜ダム（九頭竜川） 真名川ダム（真名川） | 福井県大野市                            |
| 淀川ダム統合管理事務所       | ダム群連携                    | 淀川ダム群 国土交通省管理 天ヶ瀬ダム(淀川) 瀬田川洗堰(淀川) 水資源機構管理 比奈知ダム(名張川) 室生ダム(宇陀川) 青蓮寺ダム(青蓮寺川) 日吉ダム(桂川) 布目ダム(布目川) 高山ダム(名張川) | 大阪府枚方市                            |
| 淀川ダム統合管理事務所       | ダム管理                      | 天ヶ瀬ダム | 大阪府枚方市                            |
| 紀の川ダム統合管理事務所     | ダム群連携 ダム管理           | 紀の川・熊野川ダム群 大滝ダム(紀の川) 猿谷ダム(熊野川) | 奈良県五條市                            |
| 近畿技術事務所               | 建設技術 調査・試験・開発     | | 大阪府枚方市                            |
| 近畿道路メンテナンスセンター | 道路                          | | 大阪府枚方市                            |
| 国営明石海峡公園事務所       | 国営公園管理                  | 国営明石海峡公園 | 兵庫県神戸市中央区                      |
| 国営飛鳥歴史公園事務所       | 国営公園管理                  | 国営飛鳥歴史公園 国営平城宮跡歴史公園 | 奈良県高市郡明日香村                    |
| 京都営繕事務所               | 官庁営繕                      | 福井県 滋賀県 京都府 奈良県 大阪府（高槻市、枚方市、茨木市、交野市及び三島郡に限る。）                                                                                               | 京都府京都市左京区                      |
| 舞鶴港湾事務所               | 港湾整備                      | 舞鶴港 柴山港 | 京都府舞鶴市                            |
| 大阪港湾・空港整備事務所     | 空港整備 港湾整備             | 大阪国際空港（伊丹空港） 大阪港 堺泉北港 阪南港 | 空港:大阪府豊中市 港湾:大阪府大阪市港区 |
| 神戸港湾事務所               | 港湾整備                      | 神戸港 姫路港 尼崎西宮芦屋港 東播磨港 | 兵庫県神戸市中央区                      |
| 和歌山港湾事務所             | 港湾整備                      | 和歌山下津港 日高港 | 和歌山県和歌山市                        |
| 神戸港湾空港調査技術事務所   | 港湾空港技術 調査・試験・開発 | | 兵庫県神戸市中央区                      |

- 廃止組織
  - 近畿幹線道路調査事務所(2009年(平成21年)3月31日廃止[14])
  - 淀川水系総合調査事務所(2009年(平成21年)3月31日廃止[14])
  - 猪名川総合開発工事事務所(2009年(平成21年)3月31日廃止[14])
  - 神戸営繕事務所(2009年(平成21年)3月31日廃止[14])
  - 阪神国道事務所(2010年(平成22年)3月31日廃止[15])
  - 紀伊山地砂防事務所(2012年(平成24年)4月6日設置[16]、2017年(平成29年)3月31日廃止[11])